# Rugby-Union-Juniorenweltmeisterschaft 2025
Die Rugby-Union-Juniorenweltmeisterschaft 2025 (engl. 2025 World Rugby U20 Championship) war die 15. Ausgabe der Weltmeisterschaft für U20-Junioren-Nationalmannschaften in der Sportart Rugby Union. Sie fand vom 29. Juni bis zum 19. Juli 2025 in Italien statt, das zum dritten Mal nach 2011 und 2015 der Veranstalter war. Den Juniorenweltmeistertitel gewann zum zweiten Mal Südafrika.

## Austragungsorte
Sämtliche Spiele fanden an vier Orten in den Regionen Lombardei und Venetien statt:
| Ort       | Stadion                 | Kapazität |
| --------- | ----------------------- | --------- |
| Calvisano | Stadio San Michele      | 5.000     |
| Rovigo    | Stadio Mario Battaglini | 5.500     |
| Viadana   | Stadio Luigi Zaffanella | 6.000     |
| Verona    | Payanini Center         | 2.500     |

## Teilnehmer
| Land        | Bisherige Teilnahmen | Ergebnis 2024 | Bestes Ergebnis                                  |
| ----------- | -------------------- | ------------- | ------------------------------------------------ |
| Argentinien | 14                   | 5.            | 3. Platz (2016)                                  |
| Australien  | 14                   | 6.            | 2. Platz (2010, 2019)                            |
| England     | 14                   | 1.            | Weltmeister (2013, 2014, 2016, 2024)             |
| Frankreich  | 14                   | 2.            | Weltmeister (2018, 2019, 2023)                   |
| Georgien    | 6                    | 9.            | 8. Platz (2023)                                  |
| Irland      | 14                   | 4.            | 2. Platz (2016, 2023)                            |
| Italien     | 12                   | 10.           | 8. Platz (2017, 2018)                            |
| Neuseeland  | 14                   | 3.            | Weltmeister (2008, 2009, 2010, 2011, 2015, 2017) |
| Spanien     | 1                    | 11.           | 11. (2024)                                       |
| Schottland  | 12                   | –             | 5. (2017)                                        |
| Südafrika   | 14                   | 7.            | Weltmeister (2012)                               |
| Wales       | 14                   | 8.            | 2. Platz (2013)                                  |

## Vorrunde

### Gruppe A
|    | Land       | Spiele | Siege | Unent. | Ndlg. | Spiel- punkte | Diff. | Bonus- punkte | Tabellen- punkte |
| -- | ---------- | ------ | ----- | ------ | ----- | ------------- | ----- | ------------- | ---------------- |
| 1. | Südafrika  | 3      | 3     | 0      | 0     | 178:53        | + 125 | 3             | 15               |
| 2. | England    | 3      | 2     | 0      | 1     | 114:84        | + 30  | 2             | 10               |
| 3. | Australien | 3      | 1     | 0      | 2     | 84:133        | − 49  | 3             | 7                |
| 4. | Schottland | 3      | 0     | 0      | 3     | 57:163        | − 106 | 1             | 1                |

| 29. Juni 2025 15:30 MESZ | England         | 56 : 19 | Schottland | Payanini Center, Verona Schiedsrichter: Marcus Playle (Neuseeland) |
| 29. Juni 2025 15:30 MESZ | (42:12) Bericht |         |            | Payanini Center, Verona Schiedsrichter: Marcus Playle (Neuseeland) |

| 29. Juni 2025 15:30 MESZ | Australien     | 17 : 73 | Südafrika | Stadio San Michele, Calvisano Schiedsrichter: Katsuki Furuse (Japan) |
| 29. Juni 2025 15:30 MESZ | (5:33) Bericht |         |           | Stadio San Michele, Calvisano Schiedsrichter: Katsuki Furuse (Japan) |

| 4. Juli 2025 15:30 MESZ | Australien      | 34 : 24 | Schottland | Stadio Luigi Zaffanella, Viadana Schiedsrichter: Lex Weiner (USA) |
| 4. Juli 2025 15:30 MESZ | (17:10) Bericht |         |            | Stadio Luigi Zaffanella, Viadana Schiedsrichter: Lex Weiner (USA) |

| 4. Juli 2025 18:00 MESZ | England         | 22 : 32 | Südafrika | Stadio Mario Battaglini, Rovigo Schiedsrichter: Tomás Bertazza (Argentinien) |
| 4. Juli 2025 18:00 MESZ | (22:19) Bericht |         |           | Stadio Mario Battaglini, Rovigo Schiedsrichter: Tomás Bertazza (Argentinien) |

| 9. Juli 2025 15:30 MESZ | Südafrika      | 73 : 14 | Schottland | Stadio San Michele, Calvisano Schiedsrichter: Ben Breakspear (Wales) |
| 9. Juli 2025 15:30 MESZ | (45:7) Bericht |         |            | Stadio San Michele, Calvisano Schiedsrichter: Ben Breakspear (Wales) |

| 9. Juli 2025 18:00 MESZ | England        | 36 : 33 | Australien | Payanini Center, Verona Schiedsrichter: Jérémy Rozier (Frankreich) |
| 9. Juli 2025 18:00 MESZ | (19:7) Bericht |         |            | Payanini Center, Verona Schiedsrichter: Jérémy Rozier (Frankreich) |

### Gruppe B
|    | Land        | Spiele | Siege | Unent. | Ndlg. | Spiel- punkte | Diff. | Bonus- punkte | Tabellen- punkte |
| -- | ----------- | ------ | ----- | ------ | ----- | ------------- | ----- | ------------- | ---------------- |
| 1. | Frankreich  | 3      | 3     | 0      | 0     | 136:58        | + 78  | 3             | 15               |
| 2. | Argentinien | 3      | 2     | 0      | 1     | 93:109        | − 16  | 3             | 11               |
| 3. | Wales       | 3      | 1     | 0      | 2     | 83:94         | − 11  | 2             | 6                |
| 4. | Spanien     | 3      | 0     | 0      | 3     | 66:117        | − 51  | 2             | 2                |

| 29. Juni 2025 18:00 MESZ | Frankreich     | 49 : 11 | Spanien | Payanini Center, Verona Schiedsrichter: Filippo Russo (Italien) |
| 29. Juni 2025 18:00 MESZ | (21:6) Bericht |         |         | Payanini Center, Verona Schiedsrichter: Filippo Russo (Italien) |

| 29. Juni 2025 20:30 MESZ | Argentinien     | 34 : 27 | Wales | Payanini Center, Verona Schiedsrichter: Griffin Colby (Südafrika) |
| 29. Juni 2025 20:30 MESZ | (19:24) Bericht |         |       | Payanini Center, Verona Schiedsrichter: Griffin Colby (Südafrika) |

| 4. Juli 2025 15:30 MESZ | Frankreich     | 35 : 21 | Wales | Stadio Mario Battaglini, Rovigo Schiedsrichter: Morgan White (Hongkong) |
| 4. Juli 2025 15:30 MESZ | (7:21) Bericht |         |       | Stadio Mario Battaglini, Rovigo Schiedsrichter: Morgan White (Hongkong) |

| 4. Juli 2025 20:30 MESZ | Argentinien    | 33 : 30 | Spanien | Stadio Mario Battaglini, Rovigo Schiedsrichter: Peter Martin (Irland) |
| 4. Juli 2025 20:30 MESZ | (7:30) Bericht |         |         | Stadio Mario Battaglini, Rovigo Schiedsrichter: Peter Martin (Irland) |

| 9. Juli 2025 15:30 MESZ | Wales           | 35 : 25 | Spanien | Payanini Center, Verona Schiedsrichter: Lex Weiner (USA) |
| 9. Juli 2025 15:30 MESZ | (14:18) Bericht |         |         | Payanini Center, Verona Schiedsrichter: Lex Weiner (USA) |

| 9. Juli 2025 20:30 MESZ | Frankreich     | 52 : 26 | Argentinien | Payanini Center, Verona Schiedsrichter: Marcus Playle (Neuseeland) |
| 9. Juli 2025 20:30 MESZ | (38:7) Bericht |         |             | Payanini Center, Verona Schiedsrichter: Marcus Playle (Neuseeland) |

### Gruppe C
|    | Land       | Spiele | Siege | Unent. | Ndlg. | Spiel- punkte | Diff. | Bonus- punkte | Tabellen- punkte |
| -- | ---------- | ------ | ----- | ------ | ----- | ------------- | ----- | ------------- | ---------------- |
| 1. | Neuseeland | 3      | 3     | 0      | 0     | 121:46        | + 75  | 2             | 14               |
| 2. | Italien    | 3      | 1     | 1      | 1     | 42:49         | − 7   | 0             | 6                |
| 3. | Irland     | 3      | 1     | 0      | 2     | 73:115        | − 42  | 2             | 6                |
| 4. | Georgien   | 3      | 0     | 1      | 1     | 66:92         | − 26  | 2             | 4                |

| 29. Juni 2025 18:00 MESZ | Irland          | 35 : 28 | Georgien | Stadio San Michele, Calvisano Schiedsrichter: Jérémy Rozier (Frankreich) |
| 29. Juni 2025 18:00 MESZ | (28:14) Bericht |         |          | Stadio San Michele, Calvisano Schiedsrichter: Jérémy Rozier (Frankreich) |

| 29. Juni 2025 20:30 MESZ | Neuseeland     | 14 : 5 | Italien | Stadio San Michele, Calvisano Schiedsrichter: Peter Martin (Irland) |
| 29. Juni 2025 20:30 MESZ | (14:0) Bericht |        |         | Stadio San Michele, Calvisano Schiedsrichter: Peter Martin (Irland) |

| 4. Juli 2025 18:00 MESZ | Neuseeland      | 38 : 19 | Georgien | Stadio Luigi Zaffanella, Viadana Schiedsrichter: Filippo Russo (Italien) |
| 4. Juli 2025 18:00 MESZ | (31:14) Bericht |         |          | Stadio Luigi Zaffanella, Viadana Schiedsrichter: Filippo Russo (Italien) |

| 4. Juli 2025 20:30 MESZ | Irland        | 16 : 18 | Italien | Stadio Luigi Zaffanella, Viadana Schiedsrichter: Ben Breakspear (Wales) |
| 4. Juli 2025 20:30 MESZ | (3:8) Bericht |         |         | Stadio Luigi Zaffanella, Viadana Schiedsrichter: Ben Breakspear (Wales) |

| 9. Juli 2025 18:00 MESZ | Neuseeland      | 69 : 22 | Irland | Stadio San Michele, Calvisano Schiedsrichter: Griffin Colby (Südafrika) |
| 9. Juli 2025 18:00 MESZ | (31:15) Bericht |         |        | Stadio San Michele, Calvisano Schiedsrichter: Griffin Colby (Südafrika) |

| 9. Juli 2025 20:30 MESZ | Georgien       | 19 : 19 | Italien | Stadio San Michele, Calvisano Schiedsrichter: Katsuki Furuse (Japan) |
| 9. Juli 2025 20:30 MESZ | (5:12) Bericht |         |         | Stadio San Michele, Calvisano Schiedsrichter: Katsuki Furuse (Japan) |

## Setzliste
Die Setzliste für die K.-o.-Phase, basierend auf den Ergebnissen der Vorrunde.
|                           | Land        | Gruppe | Diff. | Punkte |
| ------------------------- | ----------- | ------ | ----- | ------ |
| Finalrunde                |             |        |       |        |
| 01.                       | Südafrika   | A      | + 125 | 15     |
| 02.                       | Frankreich  | B      | + 78  | 15     |
| 03.                       | Neuseeland  | C      | + 75  | 14     |
| 04.                       | Argentinien | B      | − 16  | 11     |
| Playoff um Platz 5 bis 8  |             |        |       |        |
| 05.                       | England     | A      | + 30  | 10     |
| 06.                       | Australien  | A      | − 49  | 7      |
| 07.                       | Italien     | C      | − 7   | 6      |
| 08.                       | Wales       | B      | − 11  | 6      |
| Playoff um Platz 9 bis 12 |             |        |       |        |
| 09.                       | IRL         | C      | − 42  | 6      |
| 10.                       | Georgien    | C      | − 26  | 4      |
| 11.                       | Spanien     | B      | − 51  | 2      |
| 12.                       | Schottland  | A      | − 106 | 1      |

## K.-o.-Phase

### Playoff um Platz 9 bis 12
|  | Halbfinale       | Halbfinale       |                     |    | 9. Platz            | 9. Platz            |
|  |                  |                  |                     |    |                     |                     |
|  | Georgien         | 43               |                     |    |                     |                     |
|  | Spanien          | 12               |                     |    |                     |                     |
|  | 14. Juli, Verona |                  |                     |    |                     |                     |
|  |                  |                  | 19. Juli, Calvisano |    |                     |                     |
|  | Italien          | 22               |                     |    |                     |                     |
|  |                  | Schottland       | 7                   |    |                     |                     |
|  |                  |                  |                     |    |                     |                     |
|  | 11. Platz        |                  |                     |    |                     |                     |
|  | 14. Juli, Verona | 14. Juli, Verona | Spanien             | 37 |                     |                     |
|  | Irland           | 21               | Irland              | 38 |                     |                     |
|  | Schottland       | 22               |                     |    | 19. Juli, Calvisano | 19. Juli, Calvisano |

Halbfinale
| 14. Juli 2025 15:30 MESZ | Georgien       | 43 : 12 | Spanien | Payanini Center, Verona Schiedsrichter: Morgan White (Hongkong) |
| 14. Juli 2025 15:30 MESZ | (24:7) Bericht |         |         | Payanini Center, Verona Schiedsrichter: Morgan White (Hongkong) |

| 14. Juli 2025 18:00 MESZ | Irland         | 21 : 22 | Schottland | Payanini Center, Verona Schiedsrichter: Filippo Russo (Italien) |
| 14. Juli 2025 18:00 MESZ | (7:17) Bericht |         |            | Payanini Center, Verona Schiedsrichter: Filippo Russo (Italien) |

Spiel um Platz 11
| 19. Juli 2025 15:30 MESZ | Spanien         | 37 : 38 | Irland | Stadio San Michele, Calvisano Schiedsrichter: Tomás Bertazza (Argentinien) |
| 19. Juli 2025 15:30 MESZ | (15:26) Bericht |         |        | Stadio San Michele, Calvisano Schiedsrichter: Tomás Bertazza (Argentinien) |

Spiel um Platz 9
| 19. Juli 2025 20:30 MESZ | Italien        | 13 : 24 | Georgien | Stadio San Michele, Calvisano Schiedsrichter: Griffin Colby (Südafrika) |
| 19. Juli 2025 20:30 MESZ | (6:12) Bericht |         |          | Stadio San Michele, Calvisano Schiedsrichter: Griffin Colby (Südafrika) |

### Playoff um Platz 5 bis 8
|  | Halbfinale        | Halbfinale        |                  |    | 5. Platz         | 5. Platz         |
|  |                   |                   |                  |    |                  |                  |
|  | Italien           | 21                |                  |    |                  |                  |
|  | Australien        | 44                |                  |    |                  |                  |
|  | 14. Juli, Verona  |                   |                  |    |                  |                  |
|  |                   |                   | 19. Juli, Rovigo |    |                  |                  |
|  | Australien        | 68                |                  |    |                  |                  |
|  |                   | England           | 40               |    |                  |                  |
|  |                   |                   |                  |    |                  |                  |
|  | 7. Platz          |                   |                  |    |                  |                  |
|  | 14. Juli, Viadana | 14. Juli, Viadana | Italien          | 31 |                  |                  |
|  | England           | 51                | Wales            | 23 |                  |                  |
|  | Wales             | 13                |                  |    | 19. Juli, Rovigo | 19. Juli, Rovigo |

Halbfinale
| 14. Juli 2025 15:30 MESZ | England         | 51 : 13 | Wales | Stadio Luigi Zaffanella, Viadana Schiedsrichter: Peter Martin (Irland) |
| 14. Juli 2025 15:30 MESZ | (17:13) Bericht |         |       | Stadio Luigi Zaffanella, Viadana Schiedsrichter: Peter Martin (Irland) |

| 14. Juli 2025 20:30 MESZ | Italien        | 21 : 44 | Australien | Payanini Center, Verona Schiedsrichter: Tomás Bertazza (Argentinien) |
| 14. Juli 2025 20:30 MESZ | (7:24) Bericht |         |            | Payanini Center, Verona Schiedsrichter: Tomás Bertazza (Argentinien) |

Spiel um Platz 7
| 19. Juli 2024 15:30 MESZ | Italien         | 31 : 23 | Wales | Stadio Mario Battaglini, Rovigo Schiedsrichter: Marcus Playle (Neuseeland) |
| 19. Juli 2024 15:30 MESZ | (15:13) Bericht |         |       | Stadio Mario Battaglini, Rovigo Schiedsrichter: Marcus Playle (Neuseeland) |

Spiel um Platz 5
| 19. Juli 2024 18:00 MESZ | Australien      | 68 : 40 | England | Stadio Mario Battaglini, Rovigo Schiedsrichter: Morgan White (Hongkong) |
| 19. Juli 2024 18:00 MESZ | (35:21) Bericht |         |         | Stadio Mario Battaglini, Rovigo Schiedsrichter: Morgan White (Hongkong) |

### Finalrunde
|  | Halbfinale        | Halbfinale        |                  |    | Finale              | Finale              |
|  |                   |                   |                  |    |                     |                     |
|  | Frankreich        | 26                |                  |    |                     |                     |
|  | Neuseeland        | 34                |                  |    |                     |                     |
|  | 14. Juli, Viadana |                   |                  |    |                     |                     |
|  |                   |                   | 19. Juli, Rovigo |    |                     |                     |
|  | Neuseeland        | 15                |                  |    |                     |                     |
|  |                   | Südafrika         | 23               |    |                     |                     |
|  |                   |                   |                  |    |                     |                     |
|  | 3. Platz          |                   |                  |    |                     |                     |
|  | 14. Juli, Viadana | 14. Juli, Viadana | Frankreich       | 35 |                     |                     |
|  | Neuseeland        | 31                | Argentinien      | 38 |                     |                     |
|  | Frankreich        | 55                |                  |    | 19. Juli, Calvisano | 19. Juli, Calvisano |

Halbfinale
| 14. Juli 2025 18:00 MESZ | Frankreich      | 26 : 34 | Neuseeland | Stadio Luigi Zaffanella, Viadana Schiedsrichter: Katsuki Furuse (Japan) |
| 14. Juli 2025 18:00 MESZ | (19:24) Bericht |         |            | Stadio Luigi Zaffanella, Viadana Schiedsrichter: Katsuki Furuse (Japan) |

| 14. Juli 2025 20:30 MESZ | Südafrika       | 48 : 24 | Argentinien | Stadio Luigi Zaffanella, Viadana Schiedsrichter: Jérémy Rozier (Frankreich) |
| 14. Juli 2025 20:30 MESZ | (28:10) Bericht |         |             | Stadio Luigi Zaffanella, Viadana Schiedsrichter: Jérémy Rozier (Frankreich) |

Spiel um Platz 3
| 19. Juli 2025 18:00 MESZ | Frankreich     | 35 : 38 | Argentinien | Stadio San Michele, Calvisano Schiedsrichter: Lex Weiner (USA) |
| 19. Juli 2025 18:00 MESZ | (14:5) Bericht |         |             | Stadio San Michele, Calvisano Schiedsrichter: Lex Weiner (USA) |

Finale
| 19. Juli 2025 20:30 MESZ | Neuseeland                                                                                      | 15 : 23        | Südafrika                                                                                            | Stadio Mario Battaglini, Rovigo Schiedsrichter: Ben Breakspear (Wales) |
| 19. Juli 2025 20:30 MESZ | Versuche: Sa 16. n.erh. Kunawave 79. erh. Erhöhungen: Cole (1/2) Straftritte: Simpson (1/1) 46. | (5:13) Bericht | Versuche: Nyali 3. erh. Mentoe 77. erh. Erhöhungen: Moyo (2/2) Straftritte: Moyo (3/3) 22., 36., 57. | Stadio Mario Battaglini, Rovigo Schiedsrichter: Ben Breakspear (Wales) |

## Schlussplatzierungen
| Platz | Land        |
| ----- | ----------- |
| 01    | Südafrika   |
| 02    | Neuseeland  |
| 03    | Argentinien |
| 04    | Frankreich  |
| 05    | Australien  |
| 06    | England     |
| 07    | Italien     |
| 08    | Wales       |
| 09    | Georgien    |
| 10    | Schottland  |
| 11    | Irland      |
| 12    | Spanien     |

Südafrika ist Weltmeister, Spanien steigt ab und nimmt 2026 an der World Rugby U20 Trophy teil.